# Джеймс Коб
Джеймс Нарви Коб (на английски: James Harvey Cobb) е американски писател на бестселъри в жанровете технотрилър и научна фантастика.

## Биография и творчество
Роден е в Такома, Вашингтон, САЩ на 18 февруари 1953 г. През 1972 г. завършва гимназия „Линкълн“, а през 1976 г. – Университета на Пюджет Саунд с бакалавърска степен по бизнес администрация и английска филология.
След дипломирането си работи на разни места – управител на ранчо, диспечер на камиони, управител на книжарница и на театър. Събира голяма колекция от книги и активно се интересува от западна и военна история и технология, класически автомобили, истории за призраци, огнестрелни оръжия, научна фантастика, и НЛО. Член е на Военноморския институт на САЩ и на Лигата на военноморските сили. Много обича да пътува и има голяма колекция от модели на автомобили.
През 1992 г. приема работата на болногледач на инвалидизираната си баба. Тогава заедно с работата си започва да пише трилъри. Отнема му над три години да завърши първия си ръкопис и над 90 отхвърляния преди публикуването му.
Големият му пробив идва през 1996 г. с първия роман „Choosers of the Slain“ от техно-поредицата „Аманда Гарет“. Главната героиня Аманда Лий Гарет е командир на високо технологична стелт-фрегата, и заедно с екипажа се намесва и противопоставя на враждебни военни сили, застрашаващи мира на планетата. Книгата става бестселър и го прави известен.
През 1999 г. стартира поредицата си „Кевин Пуласки“ с романа „West on 66“. Главният му герой Пуласки и шериф от област Лос Анджелис. Той разследва престъпления свързани основно с автомобили.
През 2007 г. участва с романа си „Мистерията „Миша“ в поредицата на Робърт Лъдлъм „Приют едно“.
Джеймс Коб умира от неходжкинов лимфом на 8 юли 2014 г. в Олимпия, Вашингтон.

## Произведения

### Самостоятелни романи
- Cibola (2004)

### Серия „Аманда Гарет“ (Amanda Garrett)
1. Choosers of the Slain (1996)
2. Storm Dragon (1997) – издаден и като „Sea Strike“
3. Sea Fighter (1999)
4. Target Lock (2001)
5. Duell in fremden Gewässern (2005)

### Серия „Кевин Пуласки“ (Kevin Pulaski)
- West on 66 (1999)

разкази в списание „Ellery Queen's Mystery“
- The Sound of Justice (2005)
- Framed (2006)
- Over the Edge (2007)
- Body and Fender (2008)
- Desert and Swamp (2009)

### Участие в общи серии с други писатели

#### Серия „Приют едно“ (Covert-One) – сРобърт Лъдлъм
7. The Arctic Event (2007)
Мистерията „Миша“, изд.: ИК „Прозорец“, София (2008), прев. Мария Михайлова
от серията има още 11 романа от различни автори

### Разкази
- Drag Race (1999)
- Point of Decision (1999)
- Hex'em John (2000)

### Сборници
- First to Fight (1999) – със Стивън Кунц, H. Джей Рикър, Джим Дефелис, Хари Търтълдов и Уилям Дитц
- Civil War Fantastic (2000) – с други автори